# Treshchotka
A treshchotka (lit. catraca) é um instrumento musical popular de percussão russo, também conhecido como idiofone.

## História

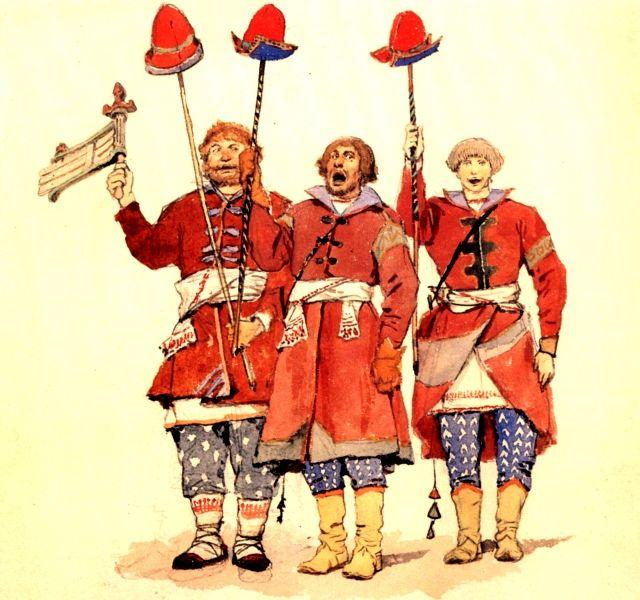
V. M. Vasnetsov. Biryuchi Bocal mantém treshchotka na mão

Durante de escavações em Novgorod em 1992, arqueólogos encontraram dois retângulos de madeira que segundo V. I. Povetkin sejam parte do conjunto das treshchotkas antigas de Novgorod no século Xll.
Opções de uso:
1)  durante cantos de casamento com danças. Os cantos de casamento performados por coro são acompanhados por até dez treshchotkas. Neste caso os instrumentos são decorados com fitas, flores e chocalhos;
2) como instrumento de alarme. Por exemplo, eles eram usados por caseiros  .

## Estrutura
A treshchotka inclui 18-20 retângulos finos de madeira (normalmente de carvalho) de 16-18 cêntimetros. Eles são conectados pela corda densa.
Existe outro tipo da treshchotka - uma caixinha, dentro de qual fica roda da engrenagem conectado com pequena manivela . Numa dos paredes da caixinha fica ranhura onde fica um pedaço de esporra.

## Apresentação
Treshchotka é pegada pelas duas mãos. Os movimentos bruscos ou suaves fazem sons diferentes. Durante isso, as mãos ficam no nível de peito, cabeça ou mais alto quando tocador quer atrair atenção.